# Sphaeropthalma megagnathos
Sphaeropthalma megagnathos (лат.) — вид ос-немок из подсемейства Sphaeropthalminae. 

## Распространение
Северная Америка: США (Аризона, Невада, Калифорния).

## Описание
Осы-немки с бескрылыми самками (самцы крылатые). Голова и грудь оранжево-коричневые. От близких видов отличаются следующими признаками: у самцов мандибулы очень широко расширены, особенно вентральная часть апикально, дистально они намного шире, чем ширина у вентрального угла; вентральный базальный зубец жвал небольшой, а его вершина вертикальна. Кроме того, голова длинная и параллельна кзади, наличник глубоко вдавлен ниже дорсального края жвал, среднегрудь лишена бугорков, крылья желтовато-прозрачные, отсутствует стернальная войлочная линия. Грудь самок грушевидной формы. Коготки лапок без зубцов.
Предположительно как и другие виды рода паразитоиды куколок ос и пчёл.

## Классификация
Вид был впервые описан в 1958 году американским энтомологом R. M. Schuster (Корнеллский университет, Итака, Нью-Йорк, США). Видовой статус подтверждён в ходе ревизии, проведённой в 2015 году американскими энтомологами Джеймсом Питтсом и Эмили Садлер (Department of Biology, Университет штата Юта, Логан, США). Включён в состав видовой группы S. imperialis species-group вместе с видами S. imperialis, S. edwardsii, S. marpesia и другими.